# 江孜宗山英雄纪念碑

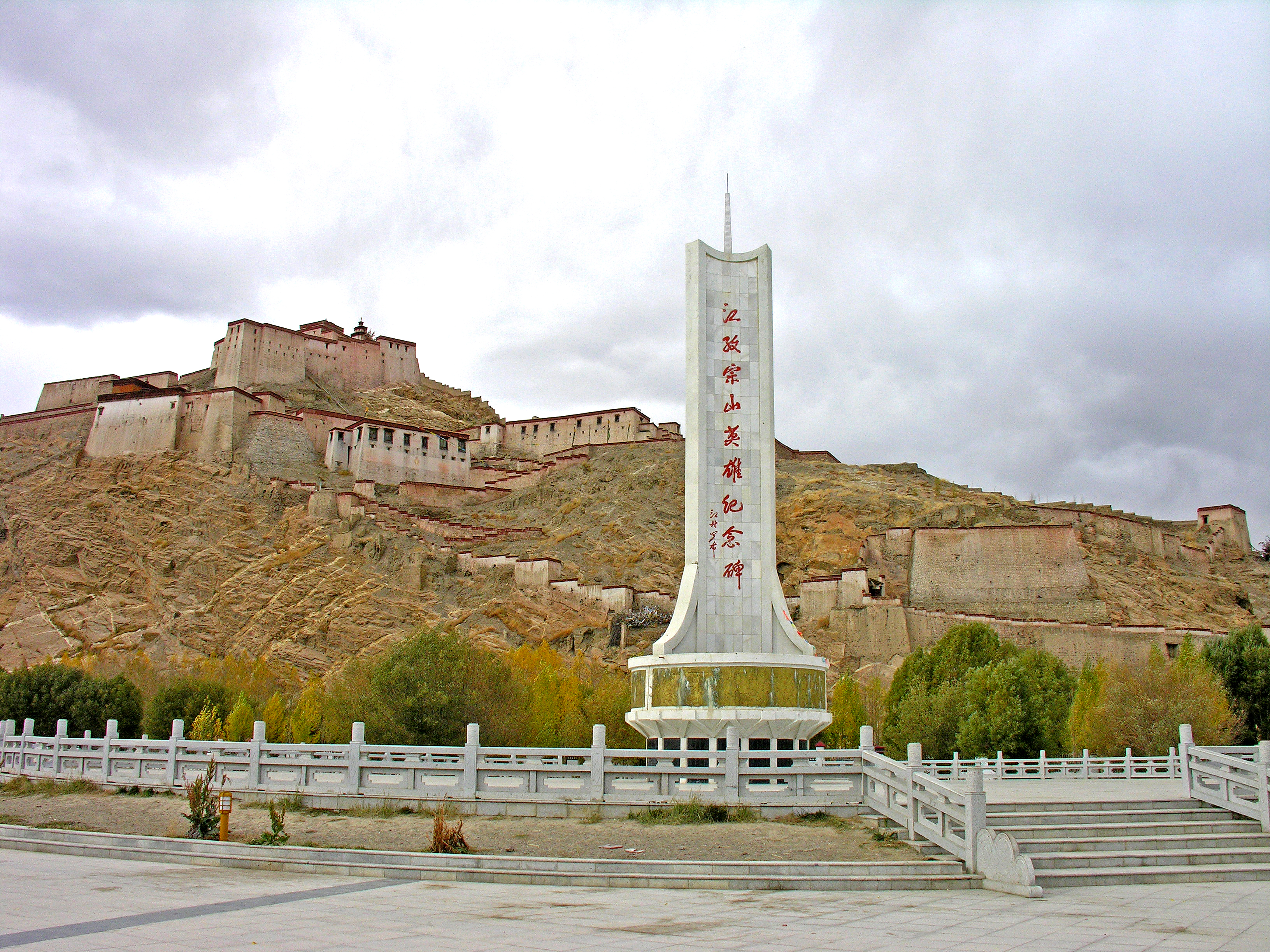
江孜宗山英雄纪念碑。远方为宗山，山上为江孜宗山抗英遗址。

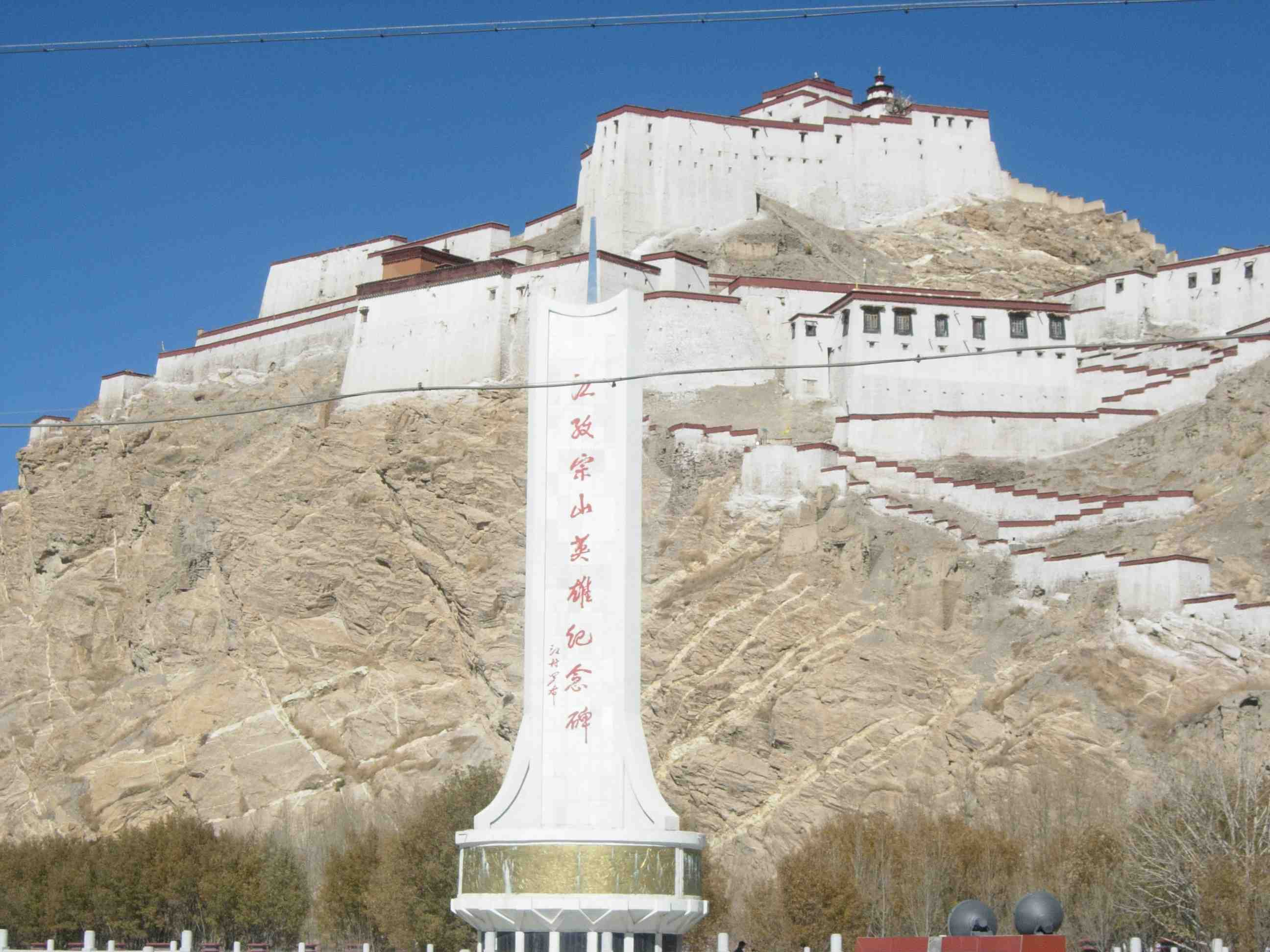
江孜宗山英雄纪念碑。远方为宗山，山上为江孜宗山抗英遗址。

江孜宗山英雄纪念碑，位于西藏自治区江孜县的英雄广场，纪念1904年木龍年戰爭中的江孜保卫战中牺牲的西藏军民。

## 简介
木龍年戰爭中，1904年7月5日到7月6日，英军步兵在炮兵支援下7次进攻江孜宗山，但均被藏军击退。坚守江孜宗山的近5000名藏族军民用土火枪、大刀、弓箭、抛石器与使用枪炮的英军作战。经3天抵抗，守卫江孜的藏军已到了弹尽粮绝的境地。7月7日，英军占领江孜宗山，西藏军民只有少部分人突围，其他人冲入英军之中展开肉搏战，中國大陸宣稱坚持抗击到最后的数百名藏军全部跳崖身亡。國外藏學家則質疑集體跳崖是否史實，英文史料（包括隨軍記者的報導）對此全無記載，而西藏流亡政府也否認集體跳崖的說法。英军攻占江孜宗山后，又攻占白居寺，随即占领整个江孜。1904年4月到7月，江孜保卫战持续约100天，是近代西藏抗击外国侵略历史上规模最大的战斗。
2004年9月底，西藏自治区纪念江孜戰役一百周年系列活动全面展开。2004年9月26日，举行江孜戰役一百周年群众纪念大会，同时举办江孜宗山英雄纪念碑维修揭幕仪式。
江孜宗山英雄纪念碑位于江孜宗山抗英遗址前的英雄广场上。江孜宗山英雄纪念碑高19.04米，代表1904年，6个台阶代表戰役时间为6个月。纪念碑分为三面，分别以汉文、藏文、英文书写碑名，其中汉文碑名“江孜宗山英雄纪念碑”为江村罗布题写。基座四周为展现西藏军民作戰的浮雕。